# George Kay
Pour les articles homonymes, voir Kay.
George Kay (21 septembre 1891 – 18 avril 1954) était un footballeur anglais et ancien manager de Luton Town, Southampton et Liverpool.
Le temps fort de sa carrière est la première finale de Coupe d'Angleterre de football jouée à Wembley, durant laquelle il était le capitaine de West Ham United.
Il est manager de Liverpool pendant 15 saisons (1936–1951) et remporte le titre champion d'Angleterre en 1947, la première saison d'après-guerre.

## Carrière de joueur
Né à Manchester, il devient à 12 ans capitaine de l'équipe des écoles de Manchester dans tous ses principaux matchs. Il y reste deux années, avant de quitter l'école et devenir joueur pour l'Ancoats Lads' Club. Il devient professionnel et signe pour le Bolton Wanderers Football Club. Il ne joue que trois rencontres avec le club avant de partir pour le Lisburn Distillery Football Club où il est une nouvelle fois désigné capitaine. Il y joue 91 matchs et inscrit 14 buts, mais la première Guerre mondiale stoppe sa progression. Il a peut-être également joué pour le Belfast Celtic Football Club. Aucun match officiel n'est joué, et George Kay rejoint la Royal Garrison Artillery. Il est sergent quand est signée l'Armistice. Il rentre en Angleterre et rejoint les rangs de West Ham. D'abord, il joue pendant la guerre, en 1917-1918, puis est recruté en 1919. Il fait ses débuts à Upton Park contre Barnsley en septembre de cette même année. Il devient capitaine de West Ham lors de la saison 1922-1923 à la place de Billy Cope. George Kay emmène son équipe en première division après la promotion lors de cette année-là.  
Douze années après sa courte période à Bolton, George Kay se retrouve opposé à son ancien club en finale de la Coupe d'Angleterre de football de 1923, la première disputée à Wembley. Il est capitaine de l'équipe de West Ham qui perd cette finale sur le score de 2-0. Joueur régulier, Kay est le premier Hammer à jouer plus de 200 rencontres de championnat avec le club. Il quitte West Ham en 1926 après avoir disputé 259 parties sous le maillot du club pour lequel il marque 17 buts. Il joue alors peu de matchs pour Stockport County et Luton Town. Le milieu de terrain ne connait pas dans sa carrière de sélection en équipe d'Angleterre de football.

## Carrière de manager
George Kay devient manager du Liverpool Football Club en 1936. Avec Kay aux commandes du club, Liverpool recrute des joueurs comme Bob Paisley, Billy Liddell et Albert Stubbins. George Kay mène le club vers le succès en championnat d'Angleterre lors de la saison 1946-1947. Il atteint la finale de la Coupe d'Angleterre de football 1949-1950 que l'équipe perd contre Arsenal. L'absence de Pailsey en finale lui est critiquée. Atteint d'une maladie, George Kay se retire du poste de manager du Liverpool Football Club en 1951. Il meurt en avril 1965.